# М. Найт Шьямал-Инопланетяне!
«М. Найт Шьямал-Инопланетяне!» (англ. M. Night Shaym-Aliens!) — четвёртый эпизод первого сезона американского мультсериала «Рик и Морти». Сценарий к эпизоду написал Том Кауфман, режиссёром выступил Джефф Майерс.
Название эпизода отсылает к режиссёру мистических триллеров М. Найту Шьямалану.
Премьера эпизода состоялась 13 января 2014 года в блоке Adult Swim на Cartoon Network. Эпизод посмотрели около 1,3 миллиона зрителей во время выхода в эфир.

## Сюжет
Пришельцы держат Рика и Джерри в плену в виртуальной реальности, пытаясь украсть рецепт концентрированной тёмной материи у Рика. Когда Рик пытается сбежать, он обнаруживает, что есть несколько слоёв виртуальной реальности один в другом.
Тем временем Джерри, случайно попавший в ту же виртуальную реальность, пытается продать свой рекламный слоган яблок. Рик наконец-то побеждает пришельцев, дав им поддельный рецепт. Пришельцы отправляют Рика и Джерри домой, и их корабль взрывается, пока они готовят смесь.
В сцене после титров Джерри уволен после того, как дебютировал со своим новым рекламным слоганом яблок в реальном мире. Ночью в комнату Морти входит пьяный Рик, начинает проявлять к нему признательность, но быстро набрасывается на него с ножом и требует знать, не является ли Морти симуляцией. Затем Рик извиняется перед тем, как потерять сознание.

## Отзывы
Зак Хэндлен из The A.V. Club дал эпизоду оценку A-, заявив, что «история Джерри, в которой ему удаётся провести лучший день в своей жизни в симуляции, работающей с пятипроцентной скоростью обработки, — это не то же самое развлечение, но она хорошо подходит персонажу. Смесь мрачной экзистенциальной комедии (Джерри настолько жалок, что секс с дубликатом его жены, которая даже не снимает одежду и не двигается, является лучшим сексом в его жизни) и шутки о компьютерных сбоях работают хорошо, и это впечатляюще наблюдать за таким сложным балансом референций и юмора, которые всё же основаны на персонажах». Джо Матар из Den of Geek похвалил роль персонажа Джерри в этом эпизоде, сказав, что «этот эпизод даёт хорошее представление о том, что такое крайне печальный Джерри, что его лучший день когда-либо проходил в слабо функционирующем симуляторе. Приятно видеть, что в эпизоде значительная часть внимания отдаётся другому члену семьи Рика и Морти и остаётся в силе, а также главной, сумасшедшей, динамичной, научно-фантастической части». В обзоре на Inverse говорится, что «этот ужасный, незначительный толчок близости, смешанный со злокачественным алкоголизмом и злоупотреблением, пронизывает всё шоу как одна из его определяющих черт, и нигде он не закреплён более твёрдо, чем в „М. Найте Шьямале-Инопланетяне!“ Но когда дело доходит до научно-фантастических уловок, их лучше использовать в будущих эпизодах».